# Partisanskaja (Metro Moskau)

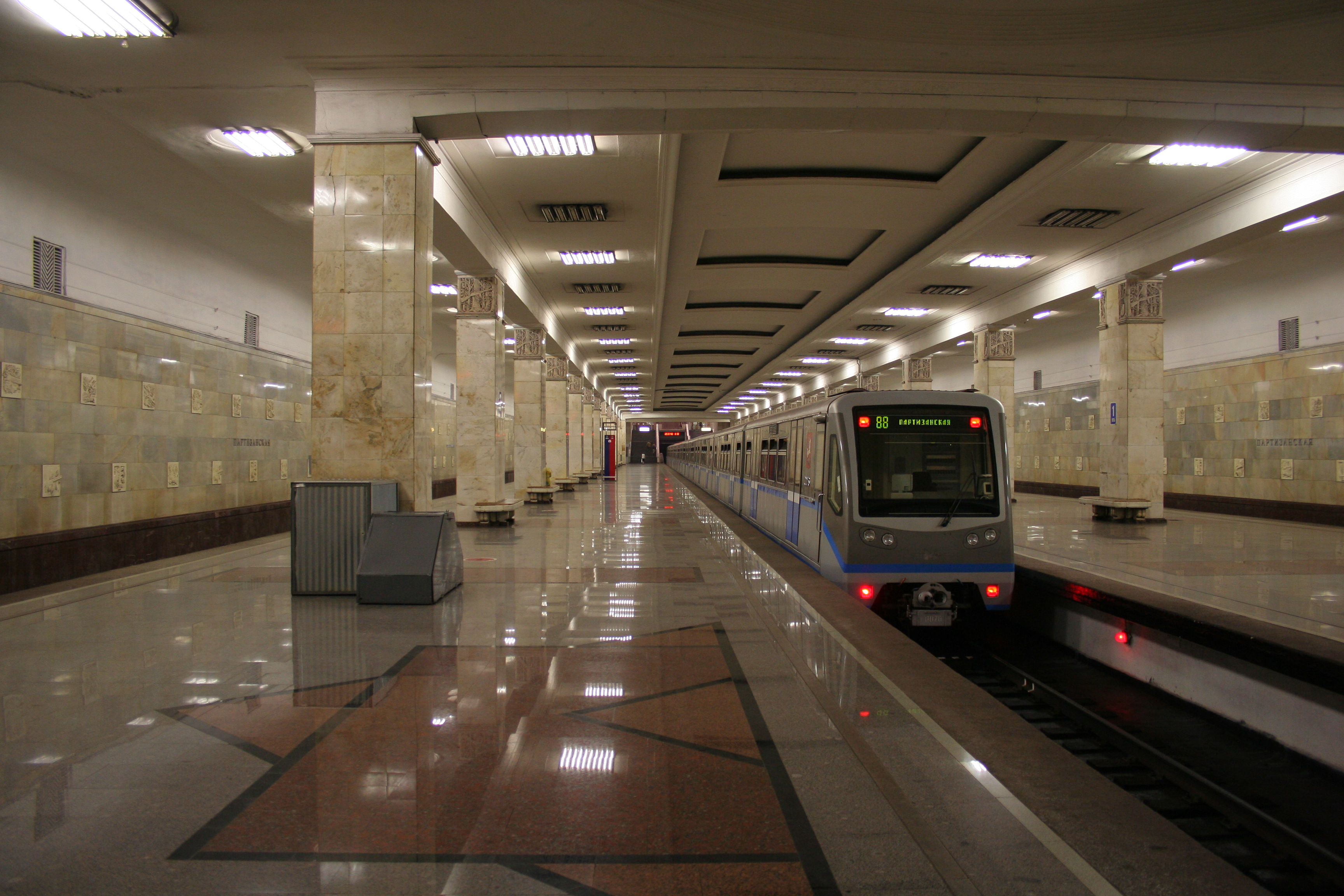
Bahnsteighalle

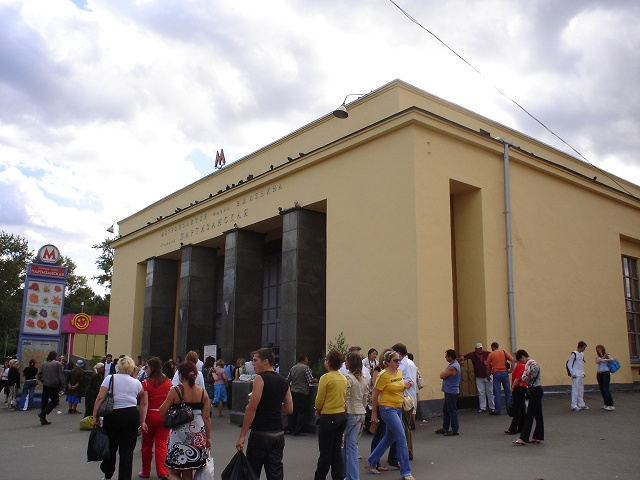
Eingangsgebäude

Partisanskaja (russisch Партизанская, Ausspracheⓘ) ist ein 1944 eröffneter unterirdischer U-Bahnhof der Metro Moskau an der Arbatsko-Pokrowskaja-Linie (auch „Linie 3“ genannt).

## Allgemeine Beschreibung
Der U-Bahnhof Partisanskaja befindet sich im Osten Moskaus. Bis 2005 hieß die Station Ismailowski Park (Измайловский парк) nach dem in näherer Umgebung gelegenen Ismailowoer Park. Ebenfalls in fußläufiger Nähe der Station befinden sich der sogenannte Kreml in Ismailowo sowie ein Überland-Busbahnhof und mehrere große Hotels. Bislang verfügt die Station über einen einzigen Ausgang über ein Vestibülgebäude, zu dem von der Bahnsteighalle aus zwei Treppen führen.
Die Station Partisanskaja ist einer der sieben Moskauer Metrobahnhöfe, die während des Zweiten Weltkriegs fertiggestellt wurden. Zudem wurde sie im Laufe ihrer Geschichte zweimal umbenannt. Bei ihrer Eröffnung am 18. Januar 1944 hieß die Station Ismailowskaja, 1963 erfolgte die Umbenennung in Ismailowski Park, wobei die zwei Jahre zuvor in Betrieb genommene Folgestation Richtung Osten im Gegenzug den Namen Ismailowskaja erhielt, den sie bis heute trägt. Schließlich wurde der U-Bahnhof am 3. Mai 2005 anlässlich der Feierlichkeiten zum Tag des Sieges und als Tribut an die sowjetischen Partisanen des Zweiten Weltkrieges in Partisanskaja umbenannt.
Beim Bau der Station sollte diese ursprünglich auf ein besonders hohes Fahrgastaufkommen hin ausgelegt werden, da in den 1940er-Jahren der Bau eines großen Stadions etwas östlich des Stationseingangs geplant war. Das Stadion sollte zu Ehren des damaligen sowjetischen Staatsoberhaupts den Namen Stalin-Stadion tragen; entsprechend lautete der Projektname der Partisanskaja Stadion imeni Stalina (Стадион имени Сталина). Diese Baupläne wurden jedoch einige Jahre später verworfen. An sie erinnert jedoch bis heute eine selbst für die Verhältnisse der Moskauer Metro überaus geräumige Konstruktion der Bahnsteighalle und der Zugangsanlagen. Auch erhielt die Partisanskaja drei Gleise und zwei Mittelbahnsteige. Heute werden nur die beiden äußeren Gleise regulär verwendet, während das Mittelgleis, das zwischen den beiden Bahnsteigen verläuft, ausschließlich von Zügen befahren wird, die aus Richtung Westen bzw. Moskauer Zentrum kommend an der Partisanskaja enden und weiter über die Betriebsrampe ins nahe gelegene Fahrzeugdepot Ismailowo verkehren.

## Architektur
Neben ihrem großzügigen Aufbau ist die Partisanskaja auch für ihre für Moskauer Metrobahnhöfe der 1940er- und 1950er-Jahre typische prunkvolle Ausstattung bekannt. Erbaut wurde die Bahnsteighalle unter der Leitung der Architekten Boris Solomonowitsch Wilenski und Ljubow Alexandrowna Schagurina. Diese nutzten bei der Planung die Tatsache, dass die Station relativ flach unter der Erde liegt, da sich weiter östlich die Auffahrtrampe zum Zugdepot befindet. Da der Druck von der Oberfläche somit weniger stark ist als sonst, sind die Stützsäulen in relativ großen Abständen zueinander angeordnet, was ebenfalls den Eindruck von mehr Räumlichkeit als üblich schafft. Da die Treppen unmittelbar von den Bahnsteigen ins Eingangsgebäude führen, dringt über das Eingangsvestibül Tageslicht in die Bahnsteighalle ein.
Die Stützpfeiler und die oberen Bereiche der Wände der Bahnsteighalle sind mit weißem und gelbrosa Marmor verkleidet, während die Wände im unteren Bereich eine Verkleidung aus brauner Keramik aufweisen. Ähnlich den anderen Moskauer U-Bahnhöfen der Stalin-Epoche wurde die Partisanskaja mit Reliefwerken und Skulpturen ausgeschmückt, wobei den thematischen Schwerpunkt hier von Anfang an die Heldentaten der sowjetischen Partisanen bildeten. So sind die beiden am nächsten zur Ausgangstreppe stehenden Säulen der zwei Bahnsteige durch vom Bildhauer Matwei Maniser ausgeführten Skulpturen der seinerzeit als Helden verehrten Partisanen Matwei Kusmin und Soja Kosmodemjanskaja ergänzt, und auch die Bahnsteigwände werden von mehreren Basreliefs mit populären Motiven zum Partisanenkrieg geziert.